# Jefe (videojuegos)

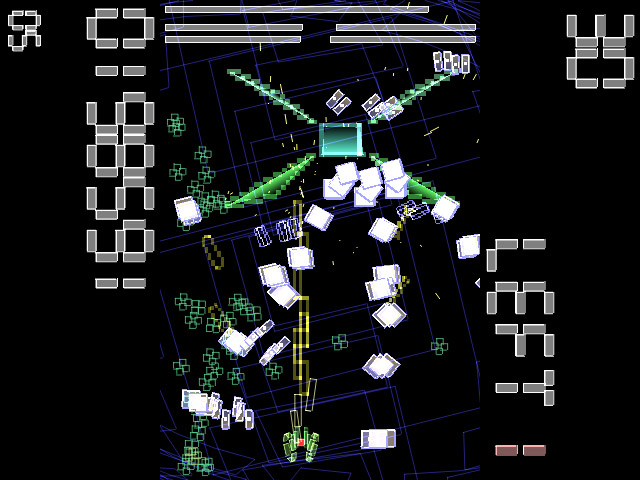
Captura de pantalla del jefe del nivel 30 del juego PARSEC47.

En los videojuegos, un jefe (también conocido como boss, en inglés) es un ente, ya sea una criatura o un nivel, que se encuentra al final de una sección y actúa como el clímax de esta, pudiendo tratarse de una sección específica dentro del título o del final del juego. La figura del jefe tendrá la función de detener la aventura e impedir el progreso de esta hasta superarlo haciendo uso de las herramientas de que dispone el jugador, actuando como un examen encargado de verificar que el jugador haya aprendido a utilizar adecuadamente las herramientas y mecánicas de las que ha dispuesto a lo largo del juego. Los jefes aparecen en la mayoría de los videojuegos, especialmente en los de primera y tercera persona que están basados en niveles, en juegos de plataformas, RPGs, y en la mayoría de los Matamarcianos. Generalmente estos juegos presentan a múltiples jefes, donde cada uno es más complicado que el anterior.
Se le llama jefe a este tipo de enemigos porque adopta el concepto de los antagonistas en las historias (de cualquier medio) que lideran grupos de enemigos o malhechores. En los videojuegos, esos jefes suponen estar al servicio de su líder o rey, y a los que los jugadores debe vencer antes de dar con jefe final. No en todos los videojuegos ocurre así, pues un jefe puede no tener relación con los demás enemigos o con el antagonista por excelencia, de hecho, ni siquiera con los eventos del propio nivel; se le llama entonces jefe simplemente por ser un enemigo de mayor nivel de lo habitual, por ser un enemigo más fuerte que la media de los demás enemigos, por ser muy diferente al resto de los villanos o porque el juego le da una presentación especial. En la mayoría de los casos, los jefes son secuaces del jefe final, adhieren con su causa y su único objetivo es el de fungir como pruebas que realizan al jugador para comprobar si esta preparados para seguir avanzando con el juego o para darle fin a la aventura. En algunos videojuegos, como en Devil May Cry 3: Dante's Awakening o la serie de Mega Man, antes de enfrentarse al jefe final, los demás jefes previamente superados, vuelven a aparecer en el antepenúltimo nivel (todos juntos o por turnos), por lo que el jugador deberá vencerlos nuevamente para acceder al jefe final.

## Características
- Al vencer a un jefe, el personaje puede recibir un premio como una nueva arma, una reliquia o simplemente culmina el nivel y/o el videojuego. Hay casos en los que ni siquiera pasa esto último, y en algunos juegos de aventura en 3D el nivel aún no termina cuando el jefe es vencido.
- La resistencia física del jefe es mayor a la de los enemigos comunes, por ello se representa con una barra de vida o número de puntos de resistencia que disminuye conforme el jefe vaya siendo atacado por el jugador. Otra forma de darse cuenta de si el enemigo se debilita es si su integridad física se deteriora.
- Al enfrentarse, generalmente cambia la ambientación: la música se torna tétrica o de suspenso (a veces la banda de sonido del videojuego trae un tema especial para cada batalla con los jefes), la iluminación es más dramática y el escenario en sí es diferente el del nivel, un nuevo circuito cerrado no muy grande que impide al jugador escapar, o el mismo mapa pero con zonas al que jugador ya no puede acceder hasta matar al jefe. También hay casos en los que si el jugador se aleja demasiado de la zona donde ronda el jefe perderá automáticamente
- En ocasiones el jefe sólo se puede vencer usando combos, ataques especiales o algún arma especial que se activa al comenzar, o durante el enfrentamiento. Matar a un jefe supone tener una estrategia o adquirir poderes u armas especiales, y usarlas sabiamente si son escasas. Muchos poseen un punto débil, el cual puede ser la única forma de acabarlo.
- En algunos juegos Arcade como el Aliens (1990) de Konami, si los jefes no son vencidos al cabo de un tiempo limitado, estos mueren de forma automática permitiendo al jugador acceder a la siguiente fase de forma automática, este truco aparece también en el juego Chariot de Capcom y en el Midnight Wanderers: Quest for the Chariot.

En la emulación de diferentes consolas como la SNES, NES, u otras existe un truco que permite cortar la secuencia de programación de los Jefes usando la opción guardar partida y cargar. Esto permite salvar la partida en el último movimiento del jefe, incluso la barra de vida que le quedaba en ese momento se guardará, al cargar repetirá siempre ese movimiento y conservara la porción de vida que se ha guardado, con este mismo truco el jugador puede derrotar al jefe sin recibir ningún impacto y conservando la vida, facilitando la tarea de derrotarlos para avanzar en el juego. [cita requerida]

## Clasificación

### Jefes finales
El jefe final suele ser el villano con el que peleas para terminar la historia principal del juego. No siempre derrotar al jefe final quiere decir que es el último evento, a veces puede ser el primer paso para pelear contra el verdadero jefe final para finiquitar la historia. Como por ejemplo, The Legend of Zelda: Oracle of Seasons/Ages (GBA), donde al vencer a Onox/Veran respectivamente se disparan los créditos, no obstante, todavía falta derrotar a Ganon luego de haber hecho una serie de eventos. Los jefes finales suelen tener varias transformaciones o fases, donde cada nueva fase suele ser más difícil que la anterior, por ejemplo el muy conocido Sigma de la saga Megaman (Rockman), Dhaos de Tales of Phantasia o el famoso Sephiroth de Final Fantasy VII. El terreno donde se pelee contra el jefe final depende enormemente de qué clase de juego se esté jugando, si es hack and slash, beat 'em up, RPG, Videojuego de disparos en primera persona, Videojuego de carreras, estrategia, plataforma, etc. En ocasiones el terreno en el que se pelea contra el jefe final suele cambiar a medida que se le hace más daño, por ejemplo, el jefe final de Resident Evil 6, Dereck C. Simmons, donde empiezas en una simple plataforma pero te tienes que ir movilizando hacia arriba para tomar el helicóptero y huir de allí junto con tu compañero.

### Subjefes
Son personajes más fuertes que las fuerzas básicas, pero no tanto como los jefes. Tienen un rango de jefe por la dificultad de vencerlos y porque impiden al jugador terminar el nivel o seguir avanzando si no son vencidos. Generalmente están al servicio del jefe mayor, pero pueden simplemente ser antagonistas cuyo único fin es detener al protagonista, sin tomar partido con ninguna otra fuerza. Ejemplos de subjefes son: Teniente Draza de Uncharted 2: El reino de los ladrones, Nevan de Devil May Cry 3: Dante's Awakening, la Dentista de Far Cry 6, Burgred de Mercia de Assassin's Creed: Valhalla,  Dos Caras en Batman: Arkham Knight, Lenni Kastner de Watch Dogs 2, Louis Mills y Daniel Cross de Assassin's Creed III, Otso Berg en Assassin's Creed: Odyssey, los trolls de God of War o el arma biorgánica U-8 de Resident Evil 5 y tiny tiger en Crash Bandicoot (serie).

### Jefes de "farming"
Son jefes con características similares a los normales, pero por lo general no tienen nada que ver con la historia principal, o lo tuvieron en algún momento pero luego se convierten en este tipo de jefes. Son bastante comunes en los juegos de estilo RPG o "mundo abierto" y raramente en juegos de plataformas. Tras ser derrotados, estos jefes reaparecen al cabo de un tiempo y permiten al jugador combatir con ellos una y otra vez indefinidamente para conseguir experiencia rápidamente o la posibilidad de recibir un objeto valioso o raro al derrotarle sin que esto influya al resto de la historia del juego. Ejemplos son los Pseudoroids en "Mega Man ZX" y "Mega Man ZX Advent", los Djinns de Uncharted 3: La traición de Drake, los Piratas de Far Cry 3, los soldados Templarios de Assassin's Creed, los mercenarios de Navarro de Uncharted: El tesoro de Drake, los matones del Joker de la serie Batman: Arkham, los Inner Demons de Marvel's Spider-Man, Shoreline de Uncharted 4: El desenlace del ladrón, Los Cazadores de Marvel's Spider-Man 2, la Puerta del Edén en Far Cry 5, Los Luciérnagas de The Last of Us, los draugrs de God of War, los soldados anglosajones de Assassin's Creed: Valhalla, los agentes de seguridad de Abstergo del presente de la saga Assassin's Creed, los Homo Demens de Death Stranding o los casacas rojas de las Saga de Kenway de Assassin's Creed.

#### Enemigos no combatibles
Una variante del anterior, estos jefes no son combatibles físicamente, están principalmente como papel decorativo sin la necesidad de luchar contra ellos, por ejemplo: Los sicarios de Alcázar y la policía de Boston de Uncharted 4: El desenlace del ladrón, los matones de Carmine Falcone de Batman: Arkham Origins, la banda del Pingüino, (enfrentados con Batman en anteriores juegos) y los agentes de A.R.G.U.S. en Suicide Squad: Kill the Justice League, los secuaces del Espantapájaros en Batman: Arkham City (aparecidos posteriormente en Batman: Arkham Knight), los antidisturbios de Far Cry 6 (una variante de los soldados de Antón Castillo), los guardias del Teatro Real de Londres de Assassin's Creed III o los matones de Vinnie Papalardo de Lego City Undercover.

#### Enemigo civiles
Está otra variante del anterior especie de jefes, son básicamente las autoridades en general, y en algunos juegos la mayoría son gente inocente que simplemente están cumple su trabajo y a veces no tienes opción de luchar contra ellos o matarlos si la situación lo requiere, suelen ser desde policías hasta militares. En los videojuegos de Assassin's Creed: Unity y Assassin's Creed: Syndicate este tipo de jefes se marcan de azul con la vista de Águila.

#### Jefe de "Raid"
Subcategoría del anterior, tiene exactamente las mismas características que el jefe "de farming" pero por lo general requieren la colaboración de varios jugadores para derrotarle debido a que es demasiado poderoso para uno solo. Tras ganar, los jefes de "Raid" suelen ofrecer mayor cantidad de experiencia y/o objetos valiosos, haciendo que mereciese la pena el esfuerzo.

### Jefe Secreto
Son aquellos jefes que, tal como su nombre indica, están ocultos y es imposible enfrentarlos sin antes haber conseguido un objeto específico, resolver algún puzzle, haber vencido antes a otros jefes, etc. Los jefes secretos normalmente son mucho más fuertes que los demás jefes, incluso más que el jefe final.